# Calendar Girl
Pour les articles homonymes, voir Calendar Girl (homonymie).
Pour plus de détails, voir Fiche technique et Distribution.
Calendar Girl est un film américain réalisé par John Whitesell, sorti en 1993.

## Fiche technique
- Titre français : Calendar Girl
- Réalisation : John Whitesell
- Scénario : Paul W. Shapiro
- Photographie : Tom Priestley Jr.
- Musique : Hans Zimmer
- Production : Elliot Abbott, Gary Marsh, Penny Marshall et Debbie Robins
- Pays d'origine : États-Unis
- Format : Couleurs - 35 mm - 1,85:1 - Dolby Digital
- Genre : comédie dramatique
- Date de sortie : 1993

## Distribution
- Jason Priestley (VF : Luq Hamet) : Roy Darpinian
- Gabriel Olds (en) (VF : Emmanuel Curtil) : Ned Bleuer
- Jerry O'Connell : Scott Foreman
- Joe Pantoliano (VF : Jacques Bouanich) : Harvey Darpinian
- Kurt Fuller : Arturo Gallo
- Stephen Tobolowsky : Antonio Gallo
- Steve Railsback : le père de Roy
- Rae Allen (VF : Élisabeth Wiener) : Mme Macdonald
- Liz Vassey : Sylvia
- Christine Taylor : Melissa Smock
- Blake McIver Ewing : Ned à 6 ans
- Maxwell Caulfield : l'homme au peignoir
- Tuesday Knight : la femme nue
- Chubby Checker : lui-même